# Taishō (Osaka)
Taishō (jap. 大正区 Taishō-ku) - jedna z 24 dzielnic (区 – ku) w Osace w Japonii.